# DynaRoad
DynaRoad est un logiciel de gestion de projet pour les travaux publics édité par la société finlandaise homonyme.
Il gère simultanément diverses représentations du planning :
- un planning chemin de fer,
- un diagramme de Gantt,
- un plan de situation semaine après semaine,
- un plan de charge,

ainsi que des outils pour les projets de terrassement :
- un mouvement des terres,
- une épure de Lalanne.